# Nuoto ai campionati mondiali di nuoto 2015 - 200 metri farfalla maschili
La gara dei 200 metri farfalla maschili si è svolta il 4 e 5 agosto 2015 presso la Kazan Arena e vi hanno preso parte 40 atleti provenienti da 33 nazioni. Le batterie e le semifinali si sono svolte, rispettivamente, la mattina e al sera del 4 agosto, mentre la finale ha avuto luogo la sera del 5 agosto.

## Medaglie
| Posizione | Atleta         | Paese     |
| --------- | -------------- | --------- |
| Oro       | László Cseh    | Ungheria  |
| Argento   | Chad le Clos   | Sudafrica |
| Bronzo    | Jan Świtkowski | Polonia   |

## Record
Prima della manifestazione il record del mondo (WR) e il record dei campionati (CR) erano i seguenti.
| Record mondiale       | 1'51"51 | Michael Phelps Stati Uniti | 29 luglio 2009 Roma, Italia |
| Record dei campionati | 1'51"51 | Michael Phelps Stati Uniti | 29 luglio 2009 Roma, Italia |

## Risultati

### Batterie
| Posizione | Batteria | Corsia | Atleta               | Nazionalità          | Tempo   | Note |
| --------- | -------- | ------ | -------------------- | -------------------- | ------- | ---- |
| 1         | 3        | 4      | László Cseh          | Ungheria             | 1:53.71 | Q    |
| 2         | 3        | 3      | Viktor Bromer        | Danimarca            | 1:54.47 | Q    |
| 3         | 4        | 4      | Daiya Seto           | Giappone             | 1:55.60 | Q    |
| 4         | 4        | 3      | Jan Świtkowski       | Polonia              | 1:55.78 | Q    |
| 5         | 2        | 5      | Leonardo de Deus     | Brasile              | 1:55.83 | Q    |
| 6         | 2        | 3      | Tyler Clary          | Stati Uniti          | 1:55.86 | Q    |
| 7         | 4        | 5      | Masato Sakai         | Giappone             | 1:55.97 | Q    |
| 8         | 4        | 2      | David Morgan         | Australia            | 1:56.05 | Q    |
| 9         | 3        | 5      | Thomas Shields       | Stati Uniti          | 1:56.12 | Q    |
| 10        | 2        | 7      | Stefanos Dimitriadis | Grecia               | 1:56.23 | Q    |
| 11        | 3        | 7      | Sebastien Rousseau   | Sudafrica            | 1:56.29 | Q    |
| 12        | 4        | 6      | Louis Croenen        | Belgio               | 1:56.33 | Q    |
| 13        | 3        | 6      | Joseph Schooling     | Singapore            | 1:56.85 | Q    |
| 14        | 2        | 4      | Chad le Clos         | Sudafrica            | 1:56.92 | Q    |
| 14        | 2        | 6      | Grant Irvine         | Australia            | 1:56.92 | Q    |
| 16        | 4        | 8      | Alexander Kunert     | Germania             | 1:57.28 | Q    |
| 17        | 2        | 0      | Jan Šefl             | Rep. Ceca            | 1:57.63 |      |
| 18        | 3        | 2      | Francesco Pavone     | Italia               | 1:57.69 |      |
| 19        | 4        | 7      | Evgeny Koptelov      | Russia               | 1:58.06 |      |
| 20        | 2        | 1      | Wang Pudong          | Cina                 | 1:58.20 |      |
| 21        | 4        | 1      | Quah Zheng Wen       | Singapore            | 1:58.32 |      |
| 22        | 3        | 0      | Alexandru Coci       | Romania              | 1:58.43 |      |
| 23        | 2        | 8      | Robert Žbogar        | Slovenia             | 1:58.55 |      |
| 24        | 4        | 0      | Nils Liess           | Svizzera             | 1:58.76 |      |
| 25        | 3        | 1      | Hao Yun              | Cina                 | 1:59.04 |      |
| 26        | 2        | 2      | Aleksandr Kudashev   | Russia               | 1:59.33 |      |
| 27        | 3        | 9      | Gal Nevo             | Israele              | 1:59.45 |      |
| 28        | 4        | 9      | Marcos Lavado        | Venezuela            | 1:59.85 |      |
| 29        | 1        | 5      | Esnaider Reales      | Colombia             | 2:01.13 |      |
| 30        | 3        | 8      | Nuno Quintanilha     | Portogallo           | 2:01.46 |      |
| 31        | 1        | 3      | Sajan Prakash        | India                | 2:01.63 |      |
| 32        | 1        | 6      | Jessie Lacuna        | Filippine            | 2:03.84 |      |
| 33        | 1        | 4      | Bradlee Ashby        | Nuova Zelanda        | 2:04.31 |      |
| 34        | 2        | 9      | Hsu Chi-chieh        | Taipei cinese        | 2:04.48 |      |
| 35        | 1        | 2      | Ayman Kelzi          | Siria                | 2:04.60 |      |
| 36        | 1        | 8      | Mihajla Čeprkala     | Bosnia ed Erzegovina | 2:05.64 |      |
| 37        | 1        | 7      | Teimuraz Kobakhidze  | Georgia              | 2:06.19 |      |
| 38        | 1        | 1      | Nouamane Batahi      | Marocco              | 2:07.54 |      |
| 39        | 1        | 0      | Aldo Castillo        | Bolivia              | 2:15.38 |      |
| 40        | 1        | 9      | Noah Al-Khulaifi     | Qatar                | 2:26.71 |      |

### Semifinali
| Posizione | Semifinale | Corsia | Atleta               | Nazionalità | Tempo   | Note |
| --------- | ---------- | ------ | -------------------- | ----------- | ------- | ---- |
| 1         | 2          | 4      | László Cseh          | Ungheria    | 1:53.53 | Q    |
| 2         | 1          | 1      | Chad le Clos         | Sudafrica   | 1:54.50 | Q    |
| 3         | 2          | 6      | Masato Sakai         | Giappone    | 1:54.75 | Q    |
| 4         | 1          | 4      | Viktor Bromer        | Danimarca   | 1:54.82 | Q    |
| 5         | 2          | 5      | Daiya Seto           | Giappone    | 1:54.95 | Q    |
| 6         | 1          | 5      | Jan Świtkowski       | Polonia     | 1:55.42 | Q    |
| 7         | 1          | 7      | Louis Croenen        | Belgio      | 1:55.49 | Q    |
| 8         | 2          | 2      | Thomas Shields       | Stati Uniti | 1:55.75 | Q    |
| 9         | 2          | 3      | Leonardo de Deus     | Brasile     | 1:56.02 |      |
| 10        | 2          | 1      | Joseph Schooling     | Singapore   | 1:56.11 |      |
| 11        | 1          | 2      | Stefanos Dimitriadis | Grecia      | 1:56.31 |      |
| 12        | 1          | 3      | Tyler Clary          | Stati Uniti | 1:56.47 |      |
| 13        | 2          | 7      | Sebastien Rousseau   | Sudafrica   | 1:56.96 |      |
| 14        | 1          | 8      | Alexander Kunert     | Germania    | 1:57.29 |      |
| 15        | 2          | 8      | Grant Irvine         | Australia   | 1:57.94 |      |
| 16        | 1          | 6      | David Morgan         | Australia   | 1:58.83 |      |

### Finale
| Posizione | Corsia | Atleta         | Nazionalità | Tempo   | Note |
| --------- | ------ | -------------- | ----------- | ------- | ---- |
|           | 4      | László Cseh    | Ungheria    | 1:53.48 |      |
|           | 5      | Chad le Clos   | Sudafrica   | 1:53.68 |      |
|           | 7      | Jan Świtkowski | Polonia     | 1:54.10 |      |
| 4         | 3      | Masato Sakai   | Giappone    | 1:54.24 |      |
| 5         | 6      | Viktor Bromer  | Danimarca   | 1:54.66 |      |
| 6         | 2      | Daiya Seto     | Giappone    | 1:55.16 |      |
| 7         | 1      | Louis Croenen  | Belgio      | 1:55.39 |      |
| 8         | 8      | Thomas Shields | Stati Uniti | 1:56.17 |      |